# Virginia Dare

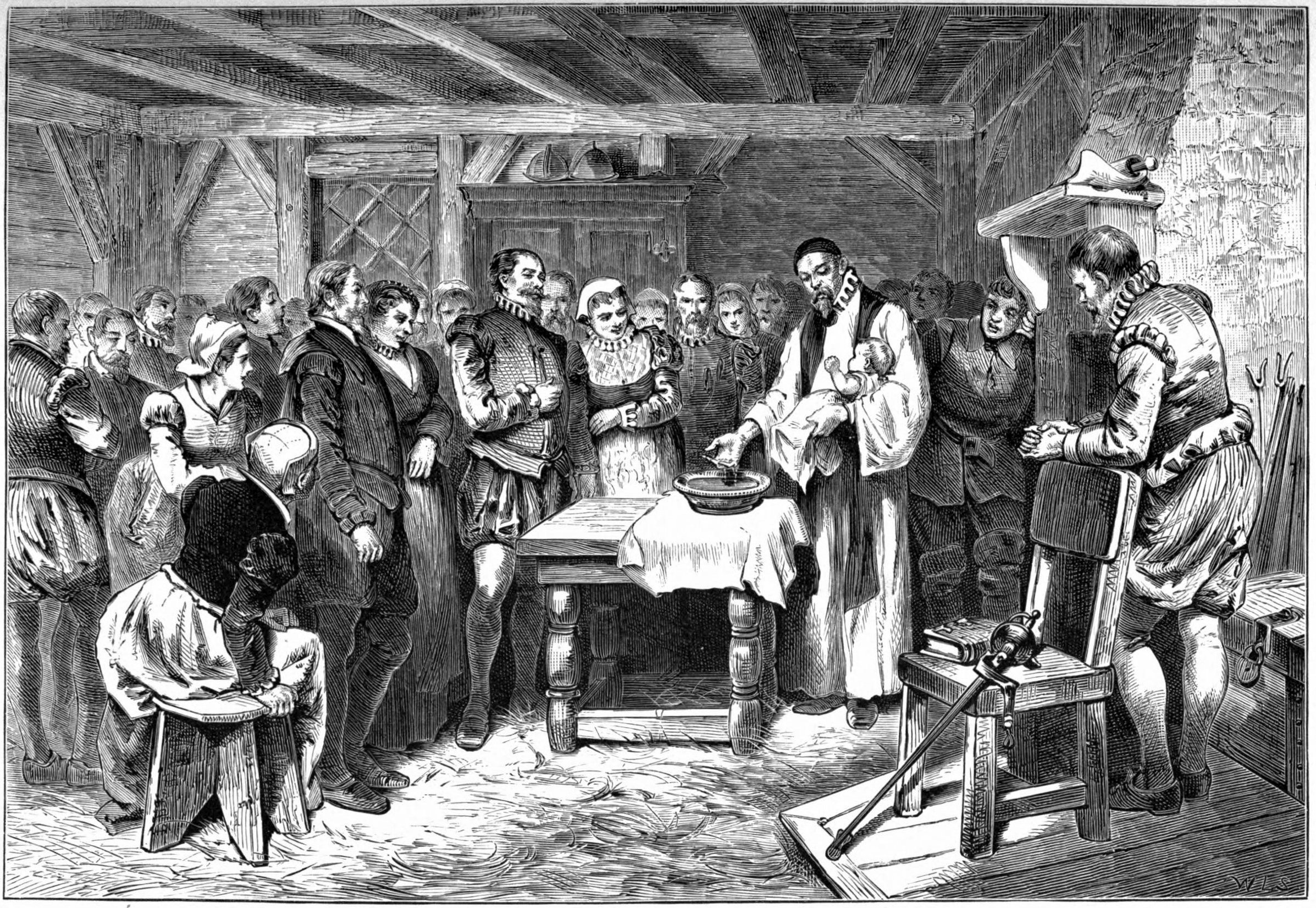
Virginia Dare keresztelése. 1880 körül készült litográfia.

Virginia Dare (Roanoke, 1587. augusztus 18. – ?) az első angol gyermek, aki az új világban, a mai Amerikai Egyesült Államok területén született.

## Élete
Virginia Dare szülei Eleanor és Ananias Dare voltak. Eleanor Dare apja John White, aki Sir Walter Raleigh expedícióján vett részt, 1585-ben ő alapította  Roanoke szigetén, Észak-Karolina keleti részén az első angol amerikai kolóniát.
Miután John White 1590-ben visszatért Angliából, nem találta nyomát angol telepeseknek, és ezzel a kis Virginiának is nyoma veszett. A helyet, ahol az angol telepesek eltűntek Az elveszett kolóniának nevezik. Virginia Dare után, többek között az Észak Karolinai Dare megye kapta a nevét.